# Аликанте
 Тази статия е за града в Испания.  За едноименната провинция вижте Аликанте (провинция).  
Алика̀нте (на каталонски: Alacant; на испански: Alicante) е град в Югоизточна Испания, административен център на провинция Аликанте в автономната област Валенсия.

## География
Разположен е на брега на Средиземно море, на 125 km южно от град Валенсия. Населението му е 335 052 души (2013).

## Образование
Университетът в Аликанте е основан през 1979 г. Там се разработва платформата за автоматично превеждане Apertium.

## Забележителности
Известен е със средновековната крепост, която се намира в центъра на града.

## Спорт
В Аликанте е седалището на футболния клуб Херкулес (Аликанте).

## Побратимени градове
- Буу, Швеция
- Валенсия, Испания
- Маями, САЩ
- Хелзинки, Финландия
- Силистра, България